# Coptodon bakossiorum
Coptodon bakossiorum là một loài cá thuộc họ Cichlidae. Nó là loài đặc hữu của Cameroon.